# Département australien de l'Antarctique

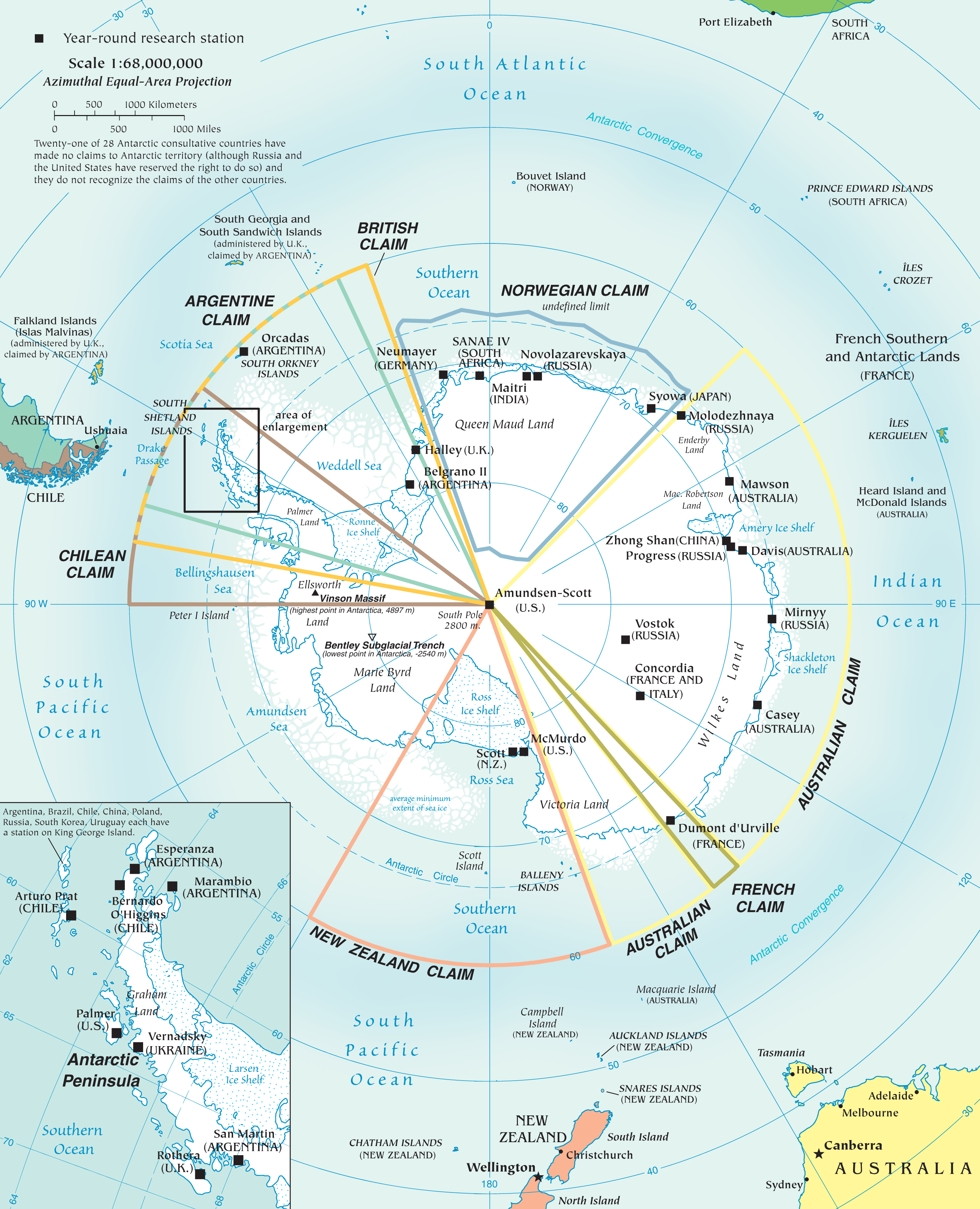
Carte de la région de l'Antarctique Vingt et un des 28 pays consultatifs de l'Antarctique n'ont fait aucune revendication sur le territoire de l'Antarctique (bien que la Russie et les États-Unis se soient réservés le droit de le faire

Le Département australien de l'Antarctique (The Australian Antarctic Division (AAD)) est un département du ministère de l'Environnement, des Eaux, du Patrimoine et des Arts australien. Cette agence du gouvernement australien est chargée de gérer les stations et territoires australiens de l'Antarctique et du sub-Antarctique dans le cadre du Programme antarctique australien — historiquement connu sous le nom d’Australian National Antarctic Research Expeditions (ANARE). Son siège est situé à Kingston, en Tasmanie, au sud de Hobart.

## Stations australiennes de l'Antarctique
- Casey
- Davis
- Mawson

## Stations australiennes du sub-Antarctique
- Île Macquarie.

## Territoires australiens du sub-Antarctique
- Îles Heard-et-MacDonald